# Candy Crush Saga
Candy Crush Saga és un videojoc per a telèfons intel·ligents (Android i iOS) i per a Facebook llançat el 14 de novembre de 2012 i desenvolupat per King. El març de 2013, Candy Crush Saga va superar FarmVille 2 com el joc més popular a Facebook, amb 45,6 milions d'usuaris mensuals mitjana. També va ser l'aplicació mòbil gratuïta més descarregada des de dispositius Apple el 2013. És una variació del seu navegador joc Candy Crush.